# Mark Chaloner
Mark Chaloner (* 23. Mai 1972 in Nocton, Lincolnshire) ist ein ehemaliger englischer Squashspieler.

## Karriere
1993 gab Mark Chaloner sein Tourdebüt. In seiner Karriere gewann er zwei Titel auf der PSA World Tour und erreichte mit Rang sieben im September 2001 seine höchste Platzierung in der Weltrangliste. Zu seinen größten Erfolgen zählen der Gewinn der Weltmeisterschaft 1995 mit der englischen Nationalmannschaft sowie sechs Mannschaftstitel zwischen 1996 und 2003 bei Europameisterschaften. Zwischen 2001 und 2003 war Mark Chaloner Kapitän der englischen Mannschaft. Bei den Commonwealth Games 1998 gewann er gemeinsam mit Paul Johnson die Goldmedaille im Doppel. 2002 konnten er und Johnson nochmals Bronze gewinnen.
Im November 2006 gab Mark Chaloner seinen Rücktritt von der Profitour bekannt. Sein letztes Spiel in einem Hauptfeld bestritt er bei den US Open gegen Anthony Ricketts; zu dem Zeitpunkt war er auf Rang 35 der Weltrangliste notiert.
Mark Chaloner war von 2002 bis 2007 Präsident der PSA und von 2007 bis 2008 Aufsichtsratsvorsitzender. Von 2002 bis 2009 hatte er zudem den Posten eines Direktors inne.

## Privates
Mark Chaloner ist verheiratet und lebt auf den Cayman Islands. Zurzeit ist er in den Vereinigten Staaten als Squashtrainer tätig.

## Erfolge
- Weltmeister mit der Mannschaft: 1995
- Europameister mit der Mannschaft: 6 Titel (1996, 1998, 2000–2003)
- Gewonnene PSA-Titel: 2
- Commonwealth Games: 1 × Gold (Doppel 1998), 1 × Bronze (Doppel 2002)